# Fugenschnitt

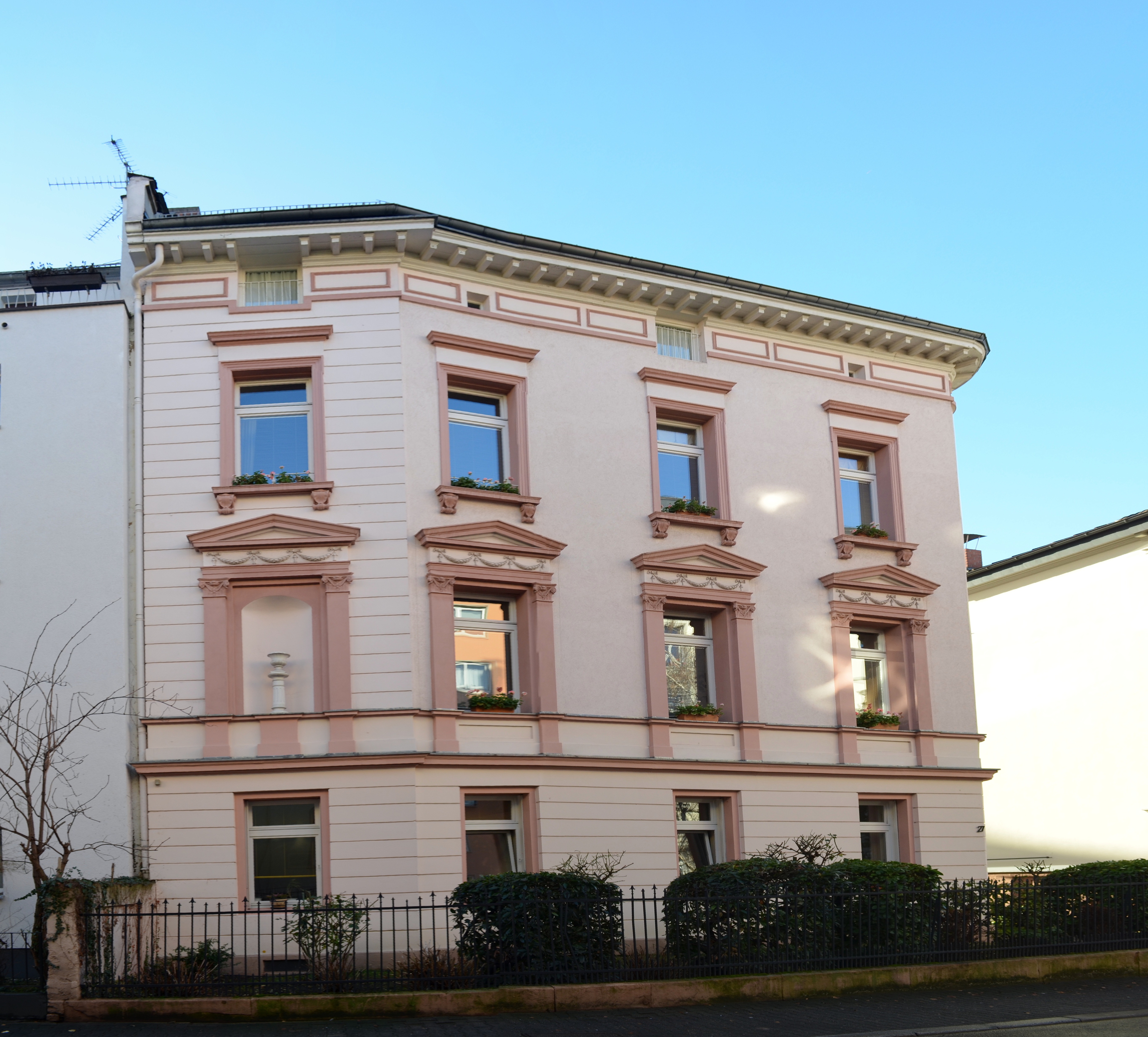
Wohnhaus (1872) mit Fugenschnitt im Erdgeschoß, Mittelweg 27, Frankfurt-Nordend, Deutschland.

Fugenschnitt bezeichnet künstlich angebrachte Fugen im Verputz, um Bereiche optisch voneinander abzutrennen oder eine dekorative Linienstruktur an einer Fassade zu erzeugen.
Gelegentlich wird der Fugenschnitt genutzt, um den Eindruck eines Monumentalmauerwerks hervorzurufen, so etwa bei den repräsentativen Renaissance-Palästen in Florenz eingesetzt.
Der Fugenschnitt ist nicht mit dem Kellenschnitt zu verwechseln, der im Verputz und im Estrich vorgenommen wird, um eine Sollbruchstelle zu erzeugen, die eine spätere unregelmäßige Rissbildung vermeidet.
Fugenschnitte werden auch angebracht, um die Fugenschnitt-Trocknung zu ermöglichen.

## Fugenschnitt bei Boden- und Wandbelägen
Bei der Verlegung von zusammengesetzten Boden- und Wandbelägen (Fliesen, Terracotta, Natursteinplatten, Teppichfliesen) versteht man unter Fugenschnitt die Verlegeart mit durchgehenden Fugen, im Gegensatz zum Verlegen "im Verband", also dem Verlegen mit versetzten Fugen. 

Manchmal bedeutet Fugenschnitt in diesem Zusammenhang auch, dass die senkrechten Fugen der Wandfliesen in den Bodenfliesen fortgeführt werden.